# Копальня Ваїпіпі
Копальня Ваїпіпі (Waipipi) – гірничодобувне підприємство на південному узбережжі Північного острова Нової Зеландії.
Про наявність на узбережжі Нової Зеландії титаномагнетитових («залізних») пісків європейці дізнались ще у XVIII столітті. Після початку колонізації було здійснено кілька спроб залучити ці ресурси до використання, проте перешкоджала відсутність технології плавки, яка б дозволяла попередити забивання печей титановим шлаком. Нарешті, в 1960-х роках таку технологію розробили, що дало змогу організувати розробку родовища Ваїпіпі з відправкою його продукції на експорт до Японії. 
Видобуток на Тагароа стартував в 1971 році та тривав до 1987-го, коли був зупинений через вичерпання запасів. Всього за цей час відправили на експорт 15,7 млн тонн концентрату.
Розробка велась відкритим способом і наразі кар’єр затоплений водою.
Район копальні не має неподалік природної гавані, тому вивіз продукції організували за допомогою винесеного в море на 2,4 кілометра швартовочно-розвантажувального комплексу (single point mooring buoy), конструкція якого колись була розроблена для обслуговування нафтових танкерів. Доставка концентрату до завантажувального комплексу здійснювалась у вигляді пульпи по трубопроводу діаметром 300 мм. Типовий вантаж, який відправляли з копальні, складав 43 тисячі тонн концентрату.
Можливо відзначити, що окрім Ваїкато-Норт-Хед в історії Нової Зеландії також були створені багаторазово більші копальні титаномагнетитових пісків Ваїкато-Норт-Хед та Тагароа.